# Baumwollspinnerei Rädler

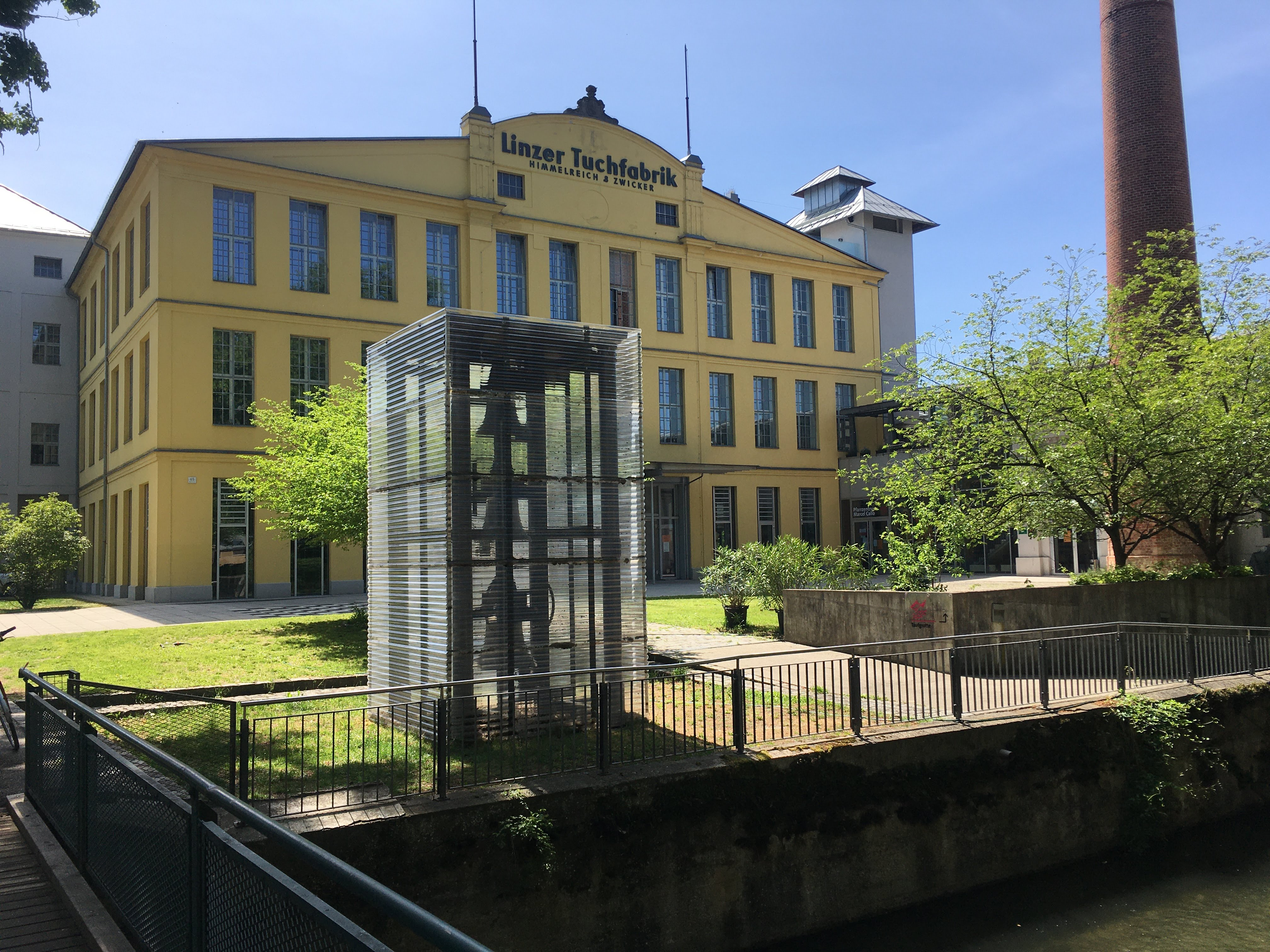
Linzer Tuchfabrik

Die ehemalige Baumwollspinnerei Rädler in der Schörgenhubstraße im  Linzer Stadtteil Kleinmünchen wurde 1830 gegründet und bis 1985 betrieben. Danach wurden in dem Gebäude ein Pfarrzentrum und Eigentumswohnungen eingerichtet.

## Geschichte
1830 errichteten die Gebrüder Rädler mit einer Baumwoll-Spinnfabrik den ersten bedeutenden mechanischen Großbetrieb in Linz. Die vielen alten Mühlen mit ihren Wasserrechten entlang der Traun und große, unbebaute Flächen boten die dafür nötigen Voraussetzungen. Die ersten Maschinen mussten teilweise mit der Hand betätigt werden, wurden jedoch bald durch Maschinen englischer Bauart ersetzt. Bei den ersten von Rädler verwendeten Maschinen handelte es sich wahrscheinlich um so genannte „Mule Jennies“ oder „Spinning Mules“, Universalspinnmaschinen, die alle Garnsorten herstellen konnten. Sie erforderten großes Geschick vom Spinner, da bei unsachgemäßer Handhabung Hunderte Fäden reißen konnten. Um 1850 kamen halbautomatische Spinnmaschinen in Verwendung, die so genannten Halb-Selfaktoren, etwa 20 Jahre später wurde die Fabrik auf vollautomatische Spinnmaschinen (Selfaktoren) umgerüstet.
1907/1908 wurde das heute unter Denkmalschutz stehende Fabriksgebäude errichtet. Als nach dem Ausbruch des Ersten Weltkrieges keine Baumwolle mehr importiert werden konnte, stieg die Baumwollspinnerei Rädler auf die Produktion von Papiergarnen um. Der Neubeginn und Aufschwung nach dem Krieg währte nicht lange. Nach der Weltwirtschaftskrise musste das Unternehmen 1931 Konkurs anmelden.
Der neue Eigentümer Himmelreich & Zwicker betrieb die Spinnerei unter dem Namen Linzer Tuchfabrik von 1934 bis 1985. Ein Abbruch des Fabriksgebäudes wurde nach Bürgerprotesten und dank politischer Anstrengungen der Stadt Linz und des Landes Oberösterreich verhindert.

## Nutzung
Seit 1998 ist das Pfarrzentrum Auwiesen im Gebäude untergebracht. Die Glocken befinden sich außerhalb des Gebäudes neben dem Schlot.
Weiters befinden sich 22 Eigentumswohnungen und ein Geschäftslokal in der ehemaligen „Rädlerfabrik“.